# Effet colonial
L’effet colonial (colonial scrip, dit aussi colonial currency) est une ancienne monnaie fiduciaire mise en place d'abord dans les colonies nord-américaines anglaises à la fin du XVIIe siècle, puis imprimée de façon régulière dans les Treize Colonies et enfin par les insurgés américains jusqu'en 1775.
Sa création est antérieure au continental émis par les opposants à la Couronne britannique qui, révoltés, souhaitaient ainsi ruiner le commerce colonial, par du papier monnaie de plus en plus déprécié.
En 1690, la Province de la baie du Massachusetts émet la première sa propre monnaie papier, sous la forme de colonial scrips. Par la suite, une à une, les douze autres colonies se mettent à en produire.

## Fonctionnement

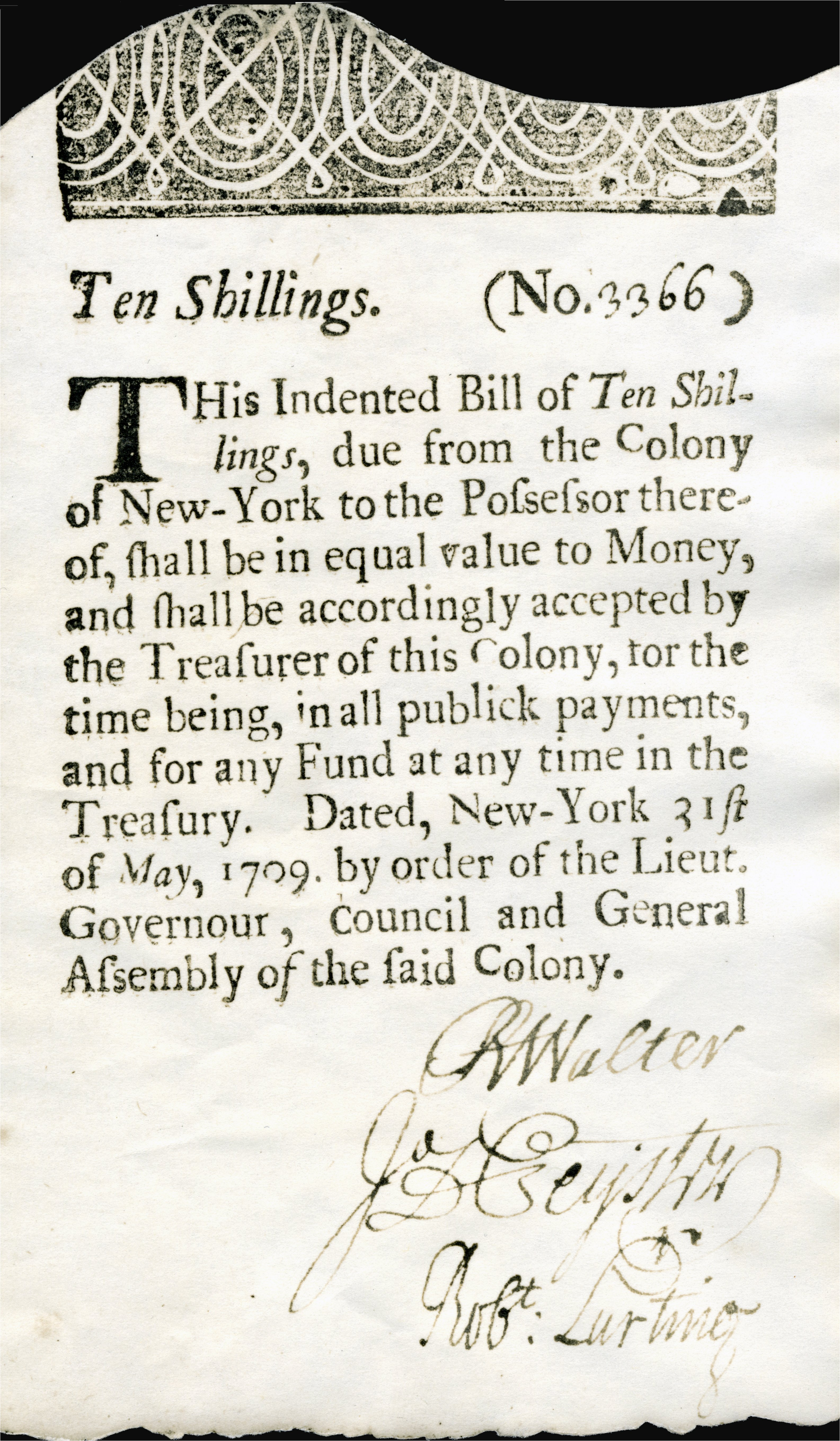
Colonial bill émis en mai 1709 pour 10 shillings, province de New York.

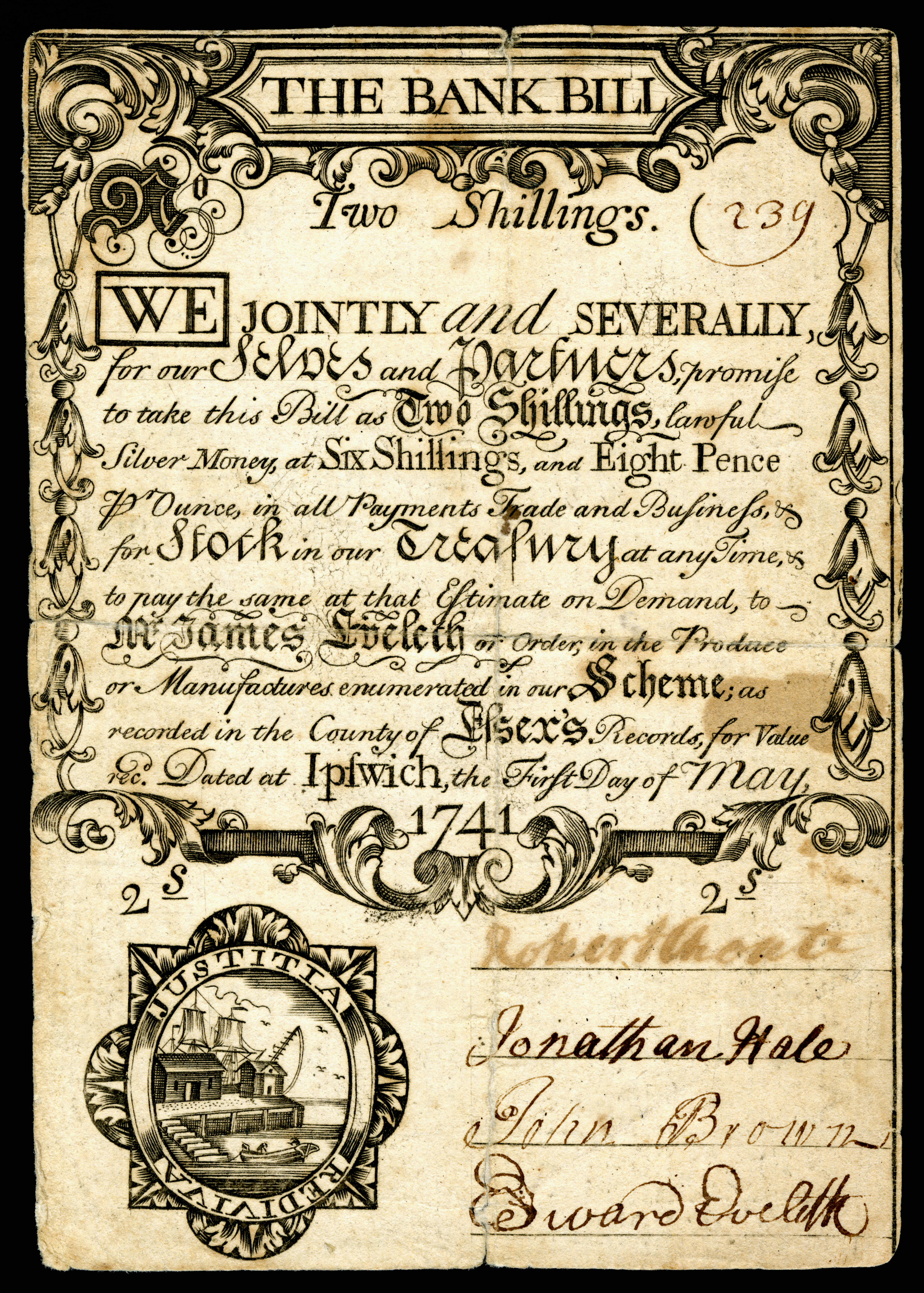
Colonial de 2 shillings émis en mai 1741, province de la baie du Massachusetts.

Le scrip en anglais peut se traduire dans le sens d'effet, il prend la forme d'un papier imprimé au nom d'une autorité qui en garantit la somme inscrite ; cet effet à cours légal, comme une monnaie, et peut servir à l'achat de biens et d'instrument de crédit. On l'appelle également colonial currency ou colonial bill ou bill of credit.
Au XVIIe siècle, les colonies anglaises américains connaissent trois types de monnaies exprimées en livre sterling, shilling et penny : des pièces en métal frappé (comme la 3 shilling de 1652 frappée à Boston, dite pine tree shlling), du papier imprimé, et de la monnaie de commodité (tabac, fourrure, etc.).
Les effets coloniaux sont émis par les gouvernements provinciaux et ressemblaient à bien des égards au papier monnaie moderne : ils étaient émis sous la forme de petites coupures, avaient souvent cours légal pour le paiement des dettes et étaient régulièrement transmises d'homme à homme lors de transactions. Ils étaient ordinairement mis en circulation de deux manières. La méthode la plus courante consistait pour la colonie à émettre des traites pour payer ses dettes. Ces lettres de crédit ont été conçues à l'origine comme une sorte de certificat d'anticipation fiscale, similaire à celui utilisé trois siècles plus tard par de nombreuses localités aux États-Unis pendant la Grande Dépression. Par conséquent, lorsque des lettres de crédit étaient émises pour payer les dépenses courantes, une colonie prélevait normalement des impôts au cours des prochaines années, en nombre suffisant pour se permettre ensuite de les détruire par apurement. Une deuxième méthode consistait pour la colonie à prêter sur la garantie d'effets nouvellement imprimés et gagés sur la terre, les propriétés foncières. Apparurent ainsi des land banks, des banques foncières, sous forme d'agences. Ces lettres de crédit étaient libellées en livres sterling, shilling et penny, de la colonie d'émission, et étaient donc généralement la seule forme de monnaie en circulation réellement libellée dans l'unité de compte locale.
L’effet colonial qui apparaît dans les colonies anglaises américaines n’était nullement une monnaie indexée sur une valeur métallique, mais était directement émis par les autorités coloniales, ce qui a permis aux colonies de contrôler la masse monétaire, et donc le pouvoir d’achat de sa zone monétaire. Son fonctionnement ressemble au bâton de comptage, le tally stick, utilisé dans d'autres parties de l’Empire britannique. Il est bien différent du système mercantiliste européen traditionnel où le gouvernement crée la monnaie au nom d'un monopôle. 
L’effet colonial peut être assimilé à une lettre de change assise sur la dette publique, ce qui signifie que la Couronne n’avait aucun intérêt à payer sur sa dette. Ce système – gagé sur la terre – a permis de couvrir les frais du gouvernement, sans charges d’intérêt, et de permettre le développement du commerce et de l’industrie dans les colonies.
Ce système est né d’un besoin de commercer en l’absence d’une quantité de métal précieux suffisante. Prévalait alors une économie de troc. Les colonies s’en sont progressivement servi comme moyen d’échange, dans le but de dynamiser le commerce. Les autorités pouvaient retirer – par les taxes - le surplus de monnaie papier, pour éviter l’inflation. Chaque colonie avait sa propre monnaie, certaines étant mieux gérées que d’autres.
Ce système fut aboli par le Parlement britannique qui vota le Paper Bills of Credit Act (dit Currency Act) en 1763 ; cette abolition fut vivement critiquée par certains colons, et fut l’un des éléments à l’origine de la Révolution américaine, même si elle ne figure pas dans les Lois intolérables.